# Lantana subtracta
Lantana subtracta là một loài thực vật có hoa trong họ Cỏ roi ngựa. Loài này được Hiern mô tả khoa học đầu tiên năm 1900.